# Mesolecanium perditulum
Mesolecanium perditulum är en insektsart som beskrevs av Cockerell och Robbins 1909. Mesolecanium perditulum ingår i släktet Mesolecanium och familjen skålsköldlöss.
Artens utbredningsområde är Nicaragua. Inga underarter finns listade i Catalogue of Life.